# 蒸気ハンマー

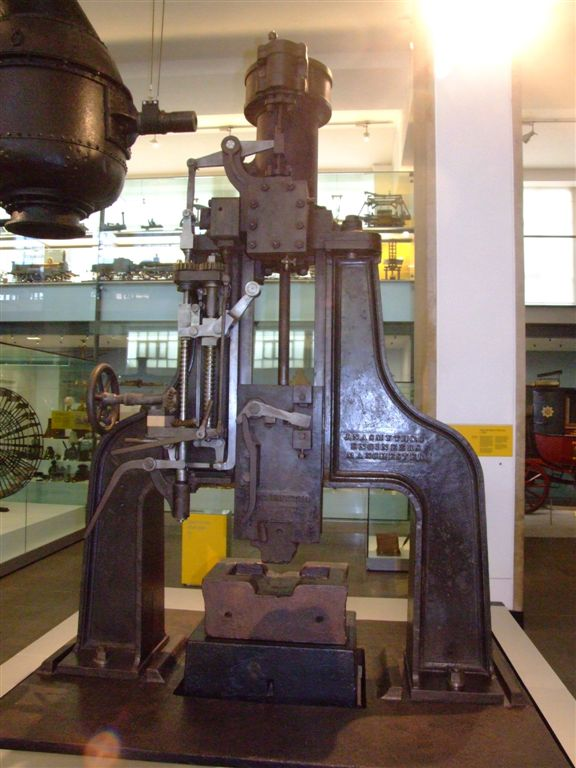
博物館に展示された蒸気ハンマー

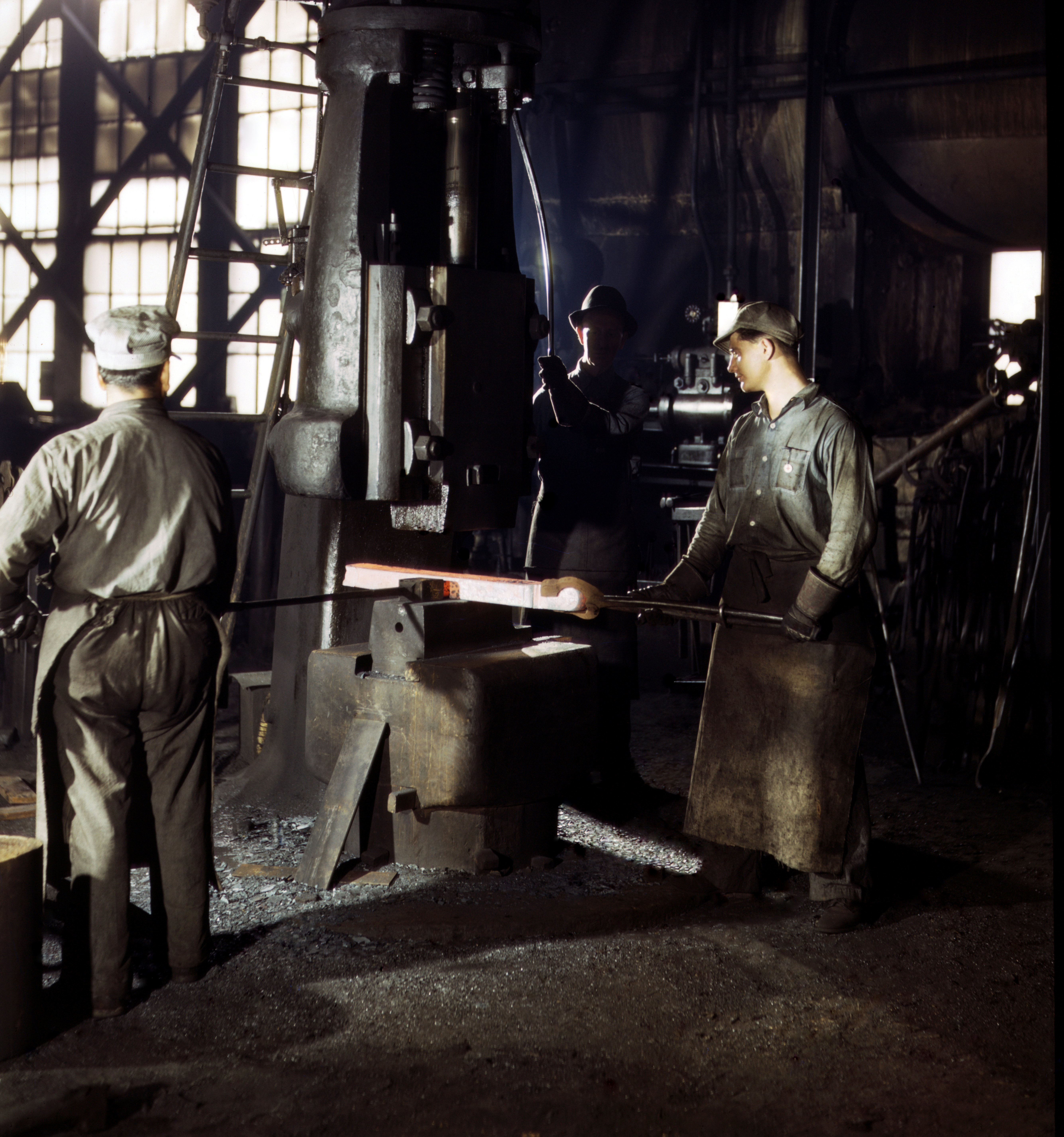
アッチソン・トピカ・アンド・サンタフェ鉄道の鍛冶場で使用されていた蒸気ハンマー

蒸気ハンマー（じょうきハンマー、英語: steam hammer）とは、蒸気機関を動力源として、重量ある金属のハンマーを上下させて、鍛造・圧延を行う金属加工機械である。スチームハンマーともいう。
蒸気ハンマーに金型を取り付けたのが近現代のプレス加工や型鍛造の始まりである。現代でも動力を水圧や油圧に代えた、蒸気ハンマーとほぼ同様の機械ハンマーが、職工の手先技による少量生産品の自由鍛造で用いられている。